# Партия на жените (Турция)
Партията на жените (на турски: Kadın Partisi, KP) е феминистка политическа партия в Турция, която се застъпва за социалния егалитаризъм между половете. Тя е основана на 26 юни 2014 г. от Фатма Беналиазган.